# Chiesa di San Giuseppe (Caltagirone)
La chiesa di San Giuseppe è un luogo di culto ubicato all'inizio della Scalinata di Santa Maria del Monte, nel centro storico di Caltagirone.

## Storia

### Epoca spagnola
Il tempio fu costruito dal Comune di Caltagirone con delibera del 25 marzo 1572, in sostituzione della primitiva chiesetta di Santa Barbara. Le strutture della chiesa seicentesca furono rase al suolo dal terremoto dell'11 gennaio del 1693. Prontamente ricostruito, il tempio fu affidato alla Congregazione dei falegnami e degli ebanisti.
I lavori incominciarono nel 1746, i lavori furono affidati a Rosario Gagliardi. Nel 1751 l'architetto tornò a Caltagirone per realizzare la copertura centrale dell'edificio.

### Epoca contemporanea
Nel 1863 Salvatore Strazzuso promosse il restauro ed il rinnovamento degli stucchi della chiesa. Il 16 novembre del 1881 l'architetto del Comune di Caltagirone, Gesualdo Montemagno, fu incaricato di progettare l'ingresso rimasto sopraelevato dai lavori di abbassamento della strada sulla quale prospettava.
Nel 1958 sul prospetto laterale fu collocato un pannello di maiolica, raffigurante San Giuseppe artigiano, mentre nel 1968 il prospetto principale fu restaurato ad opera della Soprintendenza ai Monumenti di Catania.
La pavimentazione in marmo fu rinnovata nel 1978. Alcune piastrelle di maioliche policrome, data d'esecuzione 1864, sono custodite presso il locale Museo statale della ceramica.
Tra il novembre 2016 e maggio 2017, la chiesa è stata restaurata e consolidata, con il contributo dell'8 x 1000 alla Chiesa Cattolica.

## Esterno
L'edificio presenta oggi un prospetto in conci di pietra d'intaglio con abside rivolta ad occidente, composto da due registri sovrapposti terminati da due piccoli campanili, nervature verticali costituite da paraste piatte, concave e convesse arricchite da capitelli corinzi. Il corpo centrale è aggettante rispetto alle strutture campanarie, reca al centro il grande portale d'accesso decorato da cornici e timpano ad arco, sormonta l'ingresso una finestra tamponata. Nel secondo ordine sfaccettato, delimitato in basso da un elaborato cornicione - marcapiano dalla ricca modanatura, è presente un grande oculo. Le celle campanarie laterali presentano grandi monofore e copertura a bulbo arricchite con sfere in pietra, pinnacolo e banderuola.
Tetto costituito da una grande calotta semisferica, il tamburo che la sostiene presenta delle finestre. Da due porte si accede anche a delle scale a chiocciola in pietra attraverso cui si ha accesso ai torrini campanari. L'entrata è posta ad un livello più basso del piano di calpestio, una breve scalinata la collega al portone scalinato che degrada sulla strada in forte pendenza.
Nel campanile, a destra del prospetto, vi sono due campane: la campana grande reca soltanto la data della fusione: 1760. Sulla campana mezzana si legge «Mariae Virginis Sponsori - Dicatum hoc aes - Rev.do Sac. Rectore Francisco Vaccaro. Anno 1816 - Acciaio (bronzo) di Gerbino Francesco - Caltagirone».

## Interno
Edificio con aula unica a pianta decagonale con sviluppo a ventaglio sul lato occidentale in corrispondenza dell'abside, opera dell'architetto Rosario Gagliardi su spunti rinascimentali tratti dagli studi di Sebastiano Serlio e Andrea Palladio. La pianta centrica presenta quattro nicchie rialzate da un gradino e volta a cupola.
Il coro, posto in posizione sopraelevata rispetto all'entrata principale. Sopra il portale d'accesso alla navata è collocato un organo a canne, arricchito da custodia in legno intagliato e indorato ad oro zecchino.

### Emiciclo destro
La chiesa custodisce una piccola acquasantiera a muro posta sul lato destro dell'entrata.
- Nicchia con volta a cupola. Cornice per dipinto.
  - Varco. Fra lesene con capitelli corinzi si apre il passaggio d'accesso alle scale del campanile destro.
- Nicchia con volta a cupola: Cappella di Sant'Andrea. Altare in marmi policromi dedicato a Sant'Andrea Apostolo. Sulla sopraelevazione è collocato il dipinto ad olio raffigurante il Martirio di Sant'Andrea, opera proveniente dalla chiesa omonima oggi sconsacrata, ubicata lungo la discesa dei Mastri ferrai.
  - Varco. Fra lesene con capitelli corinzi si apre il passaggio ai locali di servizio del tempio.

### Emiciclo sinistro
- Nicchia con volta a cupola: Cappella di Santa Barbara. Ambiente con altare in marmi policromi. Nella nicchia sulla sopraelevazione è custodita la statua lignea raffigurante la titolare del primitivo edificio Santa Barbara. La martire, che tradizionalmente rappresenta la capacità di affrontare il pericolo con il sostegno della fede, sorregge con il braccio sinistro un libro, sopra il quale poggia una piccola torre, e con la mano destra sostiene la palma che simboleggia il martirio.
- Varco. Fra lesene con capitelli corinzi si apre il passaggio d'accesso alle scale del campanile sinistro.
- Nicchia con volta a cupola. Altare in marmi policromi. Sulla sopraelevazione è custodito un dipinto.
- Varco. Fra lesene con capitelli corinzi si apre il passaggio alla sacrestia.

### Presbiterio
L'altare si presenta come un ulteriore spazio rialzato di forma quadrata. Fu completato nel 1963 dalla Confraternita di Maria e Gesù utilizzando quattro colonne con capitelli, disassemblate dalla chiesa di San Gregorio e qui trasferite da padre Giacomo Cona. Nel coro esisteva un pavimento ideato e dipinto nel 1755 da uno dei maggiori esponenti coevi dell'arte della maiolica, Francesco Branciforti, compagno di lavoro di Nunzio Campoccia, zio del celebre maiolicaro Ignazio Campoccia.
La finestra posta sopra l'altare maggiore contiene un dipinto realizzato nel 1937 dal pittore Giuseppe Barone raffigurante la Sacra Famiglia con San Giuseppe nell'atto di svolgere la propria mansione di falegname. In basso l'iscrizione "QUOS RELUCTANTES PER AC(?)A RERUM URGET EGESTAS", sull'arco lo stemma con il motto "ITE AD JOSEPH - 1883".
La sopraelevazione con nicchia è costituita da colonne ioniche sormontate da capitelli corinzi e timpani sfalsati, architrave e frontone con stemma intermedio. Nella grande nicchia centrale è collocata la statua raffigurante San Giuseppe e Gesù fanciullo.

## Cripta
Locali ipogei la cui porta d'accesso è posta sulla via di San Bonaventura.
"IOSEPH VIRUM MARIÆ DE CUR NATUS EST IESUS QUI VOCATUR CHRISTUS"

## Opere
- 1924, San Giuseppe, statua, opera di Giuseppe Nicastro.
- XVI secolo, Vergine con bambino, statua lignea.

Francesco Vaccaro e Giuseppe Vaccaro:
- 1836, Arcangelo Raffaele e Tobiolo nell'atto di indicare un pesce con il cui fiele avrebbe dovuto ungerne gli occhi del padre Tobia cieco, per potergli ridonare la vista, olio su tela, opera dei "Fratelli Vaccaro".
- XIX secolo, Madonna di Loreto, olio su tela, opera dei "Fratelli Vaccaro".
- XIX secolo, San Benedetto, olio su tela, opera dei "Fratelli Vaccaro".

- È documentato il dipinto ad olio del 1724 raffigurante la Madonna della Provvidenza contornata da una cornice in legno scolpita e dorata in oro zecchino.

- Altare di Gesù e Maria: la cappella presenta un altare in marmi policromi intarsiati, sopra il quale si colloca il dipinto raffigurante la Vergine ritratta mentre offre al proprio figlio due cuori. Nella parte superiore del quadro è dipinto l'Eterno Padre e lo Spirito Santo raffigurato dalla colomba, opera proveniente dalla vicina chiesa di Gesù e Maria in via San Bonaventura, oggi demolita.

## Chiesa di Santa Barbara
La chiesa di Santa Barbara era un primitivo luogo di culto insistente sull'area dell'attuale tempio.

## Congregazioni
- Congregazione dei falegnami e degli ebanisti, sodalizio attestato presso il sacro tempio.
- Confraternita di Maria e Gesù, ospitata in questa chiesa poiché costretta a lasciare la sede nella disagiata chiesa di Sant'Andrea.